# Cymolutes
Cymolutes es un género de peces de la familia de los Labridae y del orden de los Perciformes.

## Especies
De acuerdo con FishBase:
- Cymolutes lecluse (Quoy y Gaimard, 1824)
- Cymolutes praetextatus (Quoy y Gaimard, 1834)
- Cymolutes torquatus (Valenciennes, 1840)